# Національний парк Бандай-Асахі
Національний парк Бандай-Асахі (яп. 磐梯朝日国立公園, Bandai Asahi Kokuritsu Kōen) є національним парком у регіоні Тохоку, Хонсю, Японія. Парк розташований на території префектур Фукусіма, Ямаґата та Ніїґата. Парк був визначений національним парком 5 вересня 1950 року. Парк охоплює 186 404 га землі (третій за величиною національний парк в Японії), складається з трьох незалежних одиниць: регіону Девасандзан-Асахі, регіону Іде та регіону Бандаядзума-Інавасіро.

## Регіон Девасандзан-Асахі
Регіон Девасандзан-Асахі є найпівнічнішою частиною парку. Північна частина регіону складається з гір, які називаються Три гори Дева (яп. 出羽三山, Dewasanzan). Південна частина регіону розташована на хребті Асахі. Національна дорога 112 розділяє ці дві гірські області.

### Девасандзан
Три гори Дева означають гору Гассан, гору Хагуро та гору Юдоно, які розташовані приблизно в центрі префектури Ямагата. Назва «Дева» відноситься до назви старої провінції, теперішньої префектури Ямагата та Акіта. Гірський масив є природним роздільником між двома основними рівнинними районами префектури: регіоном Сьонай на заході та басейном Ямагата на сході. Гори вважалися священною територією для релігії Сюґендо і приваблювали багатьох відвідувачів для паломництва до святинь, розташованих на їхніх вершинах, і японських гірських аскетів-відлюдників, які сповідують сувору доктрину. Хоча це місце приваблює значну кількість відвідувачів, більшість із них туристи, які не практикують вчення сюґендо. Гора Гассан є стратовулканом і здіймається на висоту 1984 м. Територія містить болота та субальпійські ліси з багатьма рослинами, які ростуть на альпійських луках, включаючи усагі-гіку (arnica unalaschcensis), а також рідкісних тварин, таких як горностай і тинівка альпійська. Відомий поет хайку Мацуо Басьо написав хайку на цьому місці під час своєї подорожі Оку но Хосоміті в 1689 році:
雲の峰幾つ崩れて月の山
Kumo no mine/ ikutsu kuzure te/ tsuki no yama
Це місце також приваблює багатьох лижників узимку та тих, хто хоче насолодитися спортом до середини липня.

### Хребет Асахі
Хребет Асахі розташований на кордоні між префектурами Ніїґата та префектурами Ямагата і є найпівнічнішим сегментом хребта Етіго. Головна вершина, Осахі Даке, здіймається на 1870 м над рівнем моря і входить до списку 100 відомих японських гір. Хребет являє собою масив, що тягнеться з півночі на південь на 60 км і 30 км зі сходу на захід. Це одне з найбільш засніжених місць у Японії, і сніговий покрив залишається влітку. У горах є глибокі каньйони з альпійськими рослинами на їхніх хребтах і незайманими японськими буковими лісами на нижніх схилах.
Витік річки Сагае, відомої своєю чистою водою, розташований у префектурі Ямагата. Річка, притока річки Моґамі, витікає з Осахі-Дейк на північ і змінює курс на схід після проходження греблі Сагае. Національний шосе 112 і автомагістраль Ямагата проходять паралельно річці. Величезна дамба сягає 112 метрів заввишки, найбільша у префектурі, і почала працювати в 1990 році. Перед її будівництвом переговори щодо питання переселення між урядом і мешканцями зійшли з колії, і минуло 19 років від початкового планування до початку його експлуатації. Гассанське водосховище займає площу 340 га і має велику популяцію аю, райдужної форелі, палії та сими. Водосховище обладнане Великим фонтаном Gassan Reservoir Large Fountain, вода з якого сягає висоти 112 метрів. З квітня по листопад фонтан б'є водою раз на годину з 10:00 до 17:00. Село Сейдж є місцем дії драматичного серіалу NHK TV Осін.
Листяний ліс, що складається переважно з японського буку, покриває гори до 1200 м над рівнем моря. Із 1200 м рослинність переходить на чагарники. Територія, визначена урядом як заповідник дикої природи в 1984 році, населена великою різноманітністю тварин, включаючи японську соню, козорога японського, ведмедя гімалайського, беркута, гірського орла-чубаня, великого яструба та сапсана.

## Район Іїде
Район Іїде є південно-західною частиною парку.
Гірський хребет Іїде включає північну частину хребта Етіґо. Найбільшим масивом хребта є масив Іїде, оточений річкою Аракава на півночі, Національним шосе 121 на сході, річкою Агано на півдні та рівниною Етіґо на сході. З хребта, який можна побачити в сонячні дні, можна побачити хребет Асахі, гору Адзума та басейн Айдзу, гору Насу та Японське море. Найвища вершина — гора Дайніті, заввишки 2128 м, за нею йдуть інші вершини на 2000 м: гора Іїде (2105 м), гора Ебосі (2017 м), гора Кітамата (2025 м) і гора Онісі (2013 м). Гірський хребет має легкодоступні стежки з усіх чотирьох сторін, але великі снігові покриви залишаються цілий рік на багатьох його вершинах, як іноді називають Альпи Тохоку. Також ділянка привертає увагу квітучими альпійськими квітами. Гора Іїде входить до списку 100 відомих гір Японії.
Гора Ііде також відома як священне місце для аскетичної релігії Сюґендо разом із Трьома горами Дева. У 652 році Ен-но Одзуну почав практику вчень на цій горі, відтоді багато Ямабусі відвідали це місце. У період Мейдзі місцеві жителі поклонялися храму Іїде, розташованому на вершині. До Тихоокеанської війни сходження на гору було заборонено жінкам. Раніше в регіоні існував місцевий звичай вважати дорослими лише чоловіків, які піднялися на гору до 15 років.

## Регіон Бандаядзума-Інавасіро
Регіон Бандаядзума-Інавасіро є південно-східною частиною парку.

## Центри для відвідувачів

### Центр відвідувачів Гассан
Туристичний центр Гассан розташований у районі Девасандзан. Поїздка на автомобілі займає одну годину від Сакати та сорок хвилин від Цуруоки. На автобусі 50 хвилин їдьте на автобусі Сьонай Кьоцу, який прямує до вершини гори Хагуро на станції JR Tsuruoka, і вийдіть біля храму Арасава. Центр може надати інформацію про ландшафти, географію, геологію, флору та фауну та навколишнє середовище регіону. У будівлі розміщені експонати та театр, де демонструються слайди.